# Joalsiae Llado
Pour les articles homonymes, voir Llado.
Joalsiae Llado-Kremmer (née le 27 novembre 1974 à Bordeaux) est une athlète française spécialiste des courses de fond.

## Carrière sportive
Championne de France espoir du 5 000 mètres et du cross-country en 1996, elle se distingue dès l'année suivante en s'adjugeant le titre sénior des Championnats d'Europe de cross de Oeiras, au Portugal, devançant finalement la Roumaine Elena Fidatov et la Serbe Olivera Jevtic. Elle remporte par ailleurs le titre par équipes aux côtés de ses coéquipières de l'équipe de France. En 1998, Joalsiae Llado établit un nouveau record de France du 5 000 mètres en 15 min 11 s 26. Elle participe aux Championnats d'Europe 1998 de Budapest mais doit abandonner en finale du 5 000 m. L'année suivante, la Française se classe 69e des Championnats du monde de cross de Belfast mais obtient la médaille d'or du cross court par équipes.
En 2008, elle témoigne, dans le film documentaire Tu seras champion mon fils ! de Pierre Morath. Durant sa carrière sportive, elle a été victime de violences physiques et d'inceste, de la part de son entraîneur. Ce dernier se trouvant être son père. Les violences cessent lorsqu'elle décide de fuir le domicile familial, en 2000, mettant un terme par là même à ses rêves olympiques (elle qui venait d'obtenir sa sélection pour les Jeux). Elle dit avoir enduré cette situation, par goût pour l'athlétisme et par culpabilité, étant l'unique source de revenus, au sein de sa famille. Culpabilité qui disparut lorsque son père, profitant d'une procuration, lui vida ses comptes bancaires. Elle fut tentée de le poursuivre judiciairement, mais ni les avocats ni ses proches l'encouragèrent. Elle tente alors de se reconstruire dans le pardon. À cette date, elle vivait à Lausanne, en Suisse.

## Palmarès
| Date | Compétition                    | Lieu    | Place | Épreuve           |
| ---- | ------------------------------ | ------- | ----- | ----------------- |
| 1997 | Championnats d'Europe de cross | Oeiras  | 1re   | Cross individuel  |
| 1997 | Championnats d'Europe de cross | Oeiras  | 1re   | Cross par équipes |
| 1999 | Championnats du monde de cross | Belfast | 1re   | Cross par équipes |